# Stefan Heymann

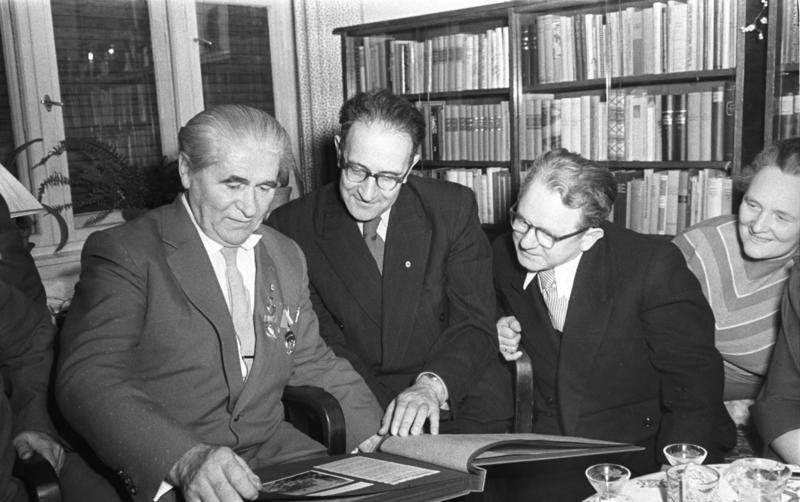
70. Geburtstag von Robert Siewert am 30. Dezember 1957, v. l. n. r.: Robert Siewert, Stefan Heymann, Walter Bartels

Stefan Heymann (* 14. März 1896 in Mannheim; † 3. Februar 1967 in Ost-Berlin) war ein deutsch-jüdischer Kommunist, Redakteur, KZ-Häftling, Kulturfunktionär der Sozialistischen Einheitspartei Deutschlands (SED), Botschafter der DDR in Ungarn und Polen sowie Hochschullehrer.

## Leben
Heymann entstammte einer jüdischen Familie deutschnationaler Überzeugung. Nach dem Besuch der Bürgerschule besuchte er das Gymnasium in Mannheim und machte anschließend eine Banklehre. Heymann meldete sich im Ersten Weltkrieg als Freiwilliger zum Heeresdienst und wurde als Leutnant der Reserve als Flieger mehrmals verwundet. Nachdem er 1919 Anschluss an Ernst Toller und Erich Mühsam gefunden hatte, beteiligte er sich an der Proklamation der Räterepublik Kurpfalz. Danach war er im militärischen Apparat der Kommunistischen Partei Deutschlands (KPD) unter dem Decknamen Dietrich tätig. Beruflich war er bei einer Mannheimer Bank beschäftigt. Er engagierte sich aktiv als Betriebsratsvorsitzender und im Allgemeinen Verband der deutschen Bankangestellten, was zu seiner Entlassung führte. 1923 wurde Heymann Kampfleiter der KPD in Unterbaden und beteiligte sich im September 1923 am oberbadischen Aufstand. Nach dem Verbot der KPD im November 1923 wurde er bei einer illegalen Zusammenkunft in Stuttgart verhaftet. 1924 wurde er vom Staatsgerichtshof in Leipzig zu dreieinhalb Jahren Gefängnishaft wegen "Vorbereitung zum Hochverrat" verurteilt, jedoch 1926 amnestiert. Er wurde Mitglied im Rotfrontkämpferbund (RFB), der Roten Hilfe (RH) und der Internationalen Arbeiterhilfe (IAH). Ab 1926 war er Chefredakteur der Mannheimer Arbeiterzeitung und von 1930 bis 1932 als politischer Redakteur der Roten Fahne in Berlin tätig. Von 1928 bis 1929 war er als Nachfolger von Paul Schreck Mitglied des Landtages der Republik Baden.
Ab Januar 1933 war Heymann Chefredakteur der Arbeiterzeitung in Breslau. Nach der Machtübertragung an die Nationalsozialisten wurde Heymann 1933 verhaftet und kam 1936 als "Schutzhäftling" ins KZ Kislau, 1938 wurde von dort ins KZ Dachau "verschubt" sowie 1940 ins KZ Buchenwald, wo er als Blockältester im Block 3 für junge jüdische Häftlinge eingesetzt war, später als Desinfektor. 1942 kam er ins KZ Auschwitz-Monowitz, wo er Schreiber im Krankenbau war, und im Januar 1945 ein weiteres Mal ins KZ Buchenwald, wo er in der Arbeitsstatistik des Kleinen Lagers tätig war.
Stefan Heymann war in erster Ehe verheiratet mit Erika Geck (Heymann), der Tochter des Reichstagsabgeordneten und Offenburger Verlegers Adolf Geck. Aus der Ehe gingen zwei Kinder hervor, die Tochter Sonja Heymann (Nerlich) und der Sohn Prof. Dr. Dieter Heymann.
Nach der Befreiung von der NS-Herrschaft war Heymann Mitglied der KPD-Landesleitung Thüringen und Gründer des Antifa-Komitees Thüringen. Danach übernahm er eine Funktion in der Abteilung Kultur und Erziehung im Zentralkomitee (ZK) der SED. Von Ende 1950 bis 1953 war er Botschafter in der Volksrepublik Ungarn und von 1953 bis 1957 in Volkspolen. Danach war er Leiter der Presseabteilung im Ministerium für Auswärtige Angelegenheiten der DDR und 1960 Professor an der Akademie für Staats- und Rechtswissenschaft Walter Ulbricht. Seit 1963 war er emeritiert.

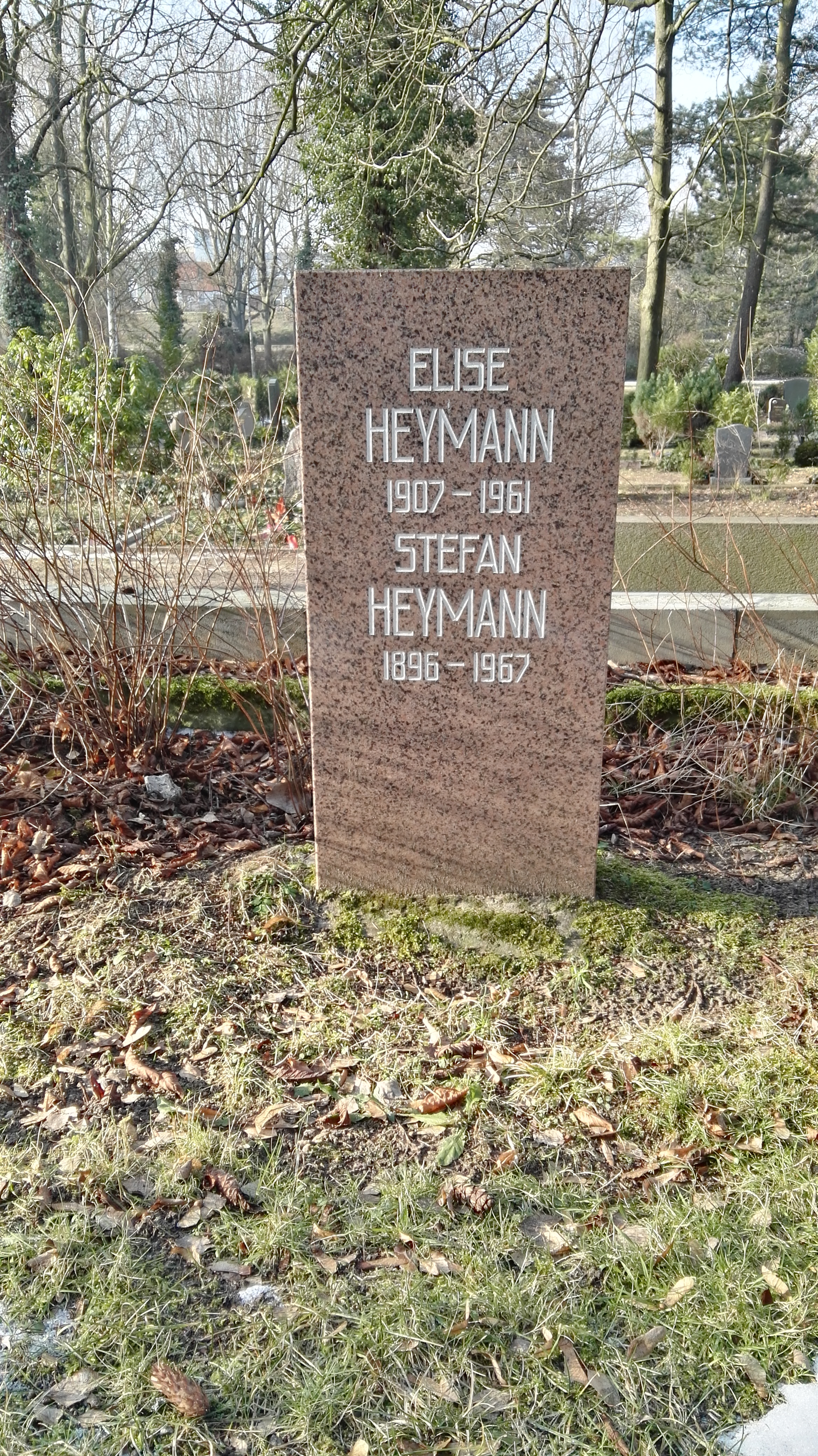
Grabstätte

Seine Urne wurde in der Grabanlage Pergolenweg des Berliner Zentralfriedhofs Friedrichsfelde beigesetzt.

## Auszeichnung
- 6. Mai 1955 Vaterländischer Verdienstorden in Silber

## Schriften
- Lehrhefte für das Fernstudium / Lehrgang 9. / Themenreihe 2. / T. 3. / Kap. 15. Die Herausbildung u. Entwicklung d. Arbeiter-und-Bauern-Macht als d. Basis d. Kampfes d. deutschen Volkes unter Führung d. Arbeiterklasse u. ihrer Partei um d. Sicherung d. Friedens u. d. nationale Wiedergeburt Deutschlands. / Abschnitt 1945–1949 / T. 1.1961.
- Marxizmus a rasová otázka. Tatran, Bratislava 1951.
- Balzac, der grösste kritische Realist der französischen Literatur. Volk u. Wissen, Berlin 1950.
- Wirtschaft, Horatio! Wirtschaft! Werden und Wirken, Weimar 1949.
- Marxismus und Rassenfrage. Dietz, Berlin 1948.
- Kampf um Wahrheit und Freiheit. Thür. Volksverlag, Weimar 1948.
- Der Volkskatechismus der Altenburger Republikaner. In: Douai, Adolf. Thür. Volksverlag, Weimar 1948.
- (Mitherausgeber) Konzentrationslager Buchenwald. Thüringer Volksverlag, Weimar. 1949
- „Warum keine Jugendweihe?“ in: Neues Deutschland vom 31. März 1950 (Auszug)